# Благовещение (картина Филиппино Липпи)
«Благовещение» — картина итальянского художника эпохи Возрождения Филиппино Липпи из собрания Государственного Эрмитажа в Санкт-Петербурге.
В центре картины изображена Дева Мария, сидящая в кресле возле стола с книгами. За Её спиной — красный занавес. Слева от Неё — коленопреклонённый архангел Гавриил. Из левого верхнего угла к Марии стремительно летит голубь, символизирующий Святой Дух. Картина иллюстрирует важнейший евангельский эпизод: явление архангела Гавриила Дева Марии с известием, что Она родит сына Иисуса Лк. 1: 26-38.
Ранняя история картины неизвестна. В XIX веке она принадлежала Пуччини в Пистойе, а затем оказалась в собрании графов Строгановых, хранилась в Санкт-Петербурге в Строгановском дворце на Мойке.
Впервые картина была описана в литературе в 1870 году Д. А. Кроу и Д. Б. Кавальказелле; они сразу назвали имя Филиппино Липпи как возможного автора. Однако Л. Вентури счёл автором картины Раффаэллино дель Гарбо. Большинство исследователей считает, что она относится к позднему периоду работы художника — 1490-м годам. В. Н. Лазарев указал, что картина написана между 1496 и 1500 годами . В Эрмитаже её датируют серединой 1490-х годов.
Из-за того что картина имеет вытянутый по горизонтали формат, высказывалась гипотеза, что она могла являться какой-либо частью большого алтарного полиптиха, например пределлой. Однако В. Н. Лазарев был не согласен с этой версией и считал картину самостоятельным произведением.
Российский историк искусства Т. К. Кустодиева, анализируя картину, отмечала:

Черты, присущие творчеству Филиппино, проявляются и в другой <…> его картине «Благовещение» <…> Конкретность интерьера естественно сочетается у Филиппино с разработкой линейной перспективы, остававшейся одной из центральных проблем искусства XV века. Впечатление реальности помещения усиливает освещение. Прекрасно найдено соотношение затенённой стены и залитого солнцем косяка двери, сквозь которую свет широкой полосой вливается в комнату. Вместе с тем, используя приёмы старой живописи, художник сохраняет традиционные золотые лучи, в сиянии которых к мадонне слетает голубь